# Вујићи
Вујићи (рус. Вуичи) су руска племићка породица српског порекла.
Њихови преци су били српски племићи који су средином 18. века отишли у Русију. Породица Вујић је била подељена на неколико грана, укључених у други и трећи део родословне књиге Вологдске, Јекатеринославске, Петроградске, Рјазанске, Харковске и Херсонске губерније.
Једна од грана породице добила је достојанство грофова Руске империје.

## Значајни представници
- Вујић, Николај Васиљевић (1765-1836) - генерал-потпуковник, херој ратова против Наполеона.
- Вујић, Василиј Афанасјевић (1777-1836) - пуковник, херој ратова против Наполеона, командант сопственог конвоја Његовог Царског Величанства.
  - Вујић, Иван Васиљевић (1813-1884) - генерал- мајор, професор Николајевске академије Генералштаба.
    - Вујић, Емануил Ивановић (1849-1930) - актуелни државни саветник, директор Управе полиције.
    - Вујић, Николај Ивановић (1863-1917) - помоћник управника Комитета министара, сенатор, коморник.
    - Вујић, Георгиј Ивановић (1867-1957) - капетан, управник петербуршке канцеларије Царских позоришта.
    - Вујић, Александар Ивановић (1868-1929) - прави државни саветник, коморник.
- Вујић, Иван Афанасијевић (1785-1821) - пуковник, херој ратова против Наполеона.